# Фельдманис, Вилнис
Вилнис Фельдманис (латыш. Vilnis Feldmanis; род. 12 апреля 1946) — советский латвийский легкоатлет, специалист по метанию копья. Выступал в 1960-х — 1970-х годах, серебряный и бронзовый призёр чемпионатов СССР, победитель первенств всесоюзного и республиканского значения, участник международных турниров в составе советской сборной. Представлял Ригу, спортивное общество «Трудовые резервы» и Вооружённые силы.

## Биография
Вилнис Фельдманис родился 12 апреля 1946 года. Занимался лёгкой атлетикой в Риге, выступал за Латвийскую ССР, добровольное спортивное общество «Трудовые резервы» и Советскую Армию.
Впервые заявил о себе в метании копья на всесоюзном уровне в сезоне 1968 года, когда на чемпионате СССР в Ленинакане с результатом в 77,46 метра завоевал серебряную награду.
В 1969 году на чемпионате СССР в Киеве стал бронзовым призёром в той же дисциплине.
В 1970 году на чемпионате СССР в Минске вновь взял бронзу в метании копья.
На чмпионате СССР 1972 года в Москве получил серебро, тогда как на международном турнире в Праге одержал победу.
В 1973 году на чемпионате СССР в Москве был третьим, на всесоюзных соревнованиях в Киеве превзошёл всех соперников и завоевал золото.
В сентябре 1974 года победил на домашнем турнире в Риге, установив при этом свой личный рекорд в метании копья — 85,34 метра.
В 1975 году получил серебро на домашних соревнованиях в Риге, занял четвёртое место на чемпионате страны в рамках VI летней Спартакиады народов СССР в Москве, был лучшим на международном турнире в Будапеште.
В мае 1976 года отметился победой на всесоюзных соревнованиях в Сочи.
В июне 1977 года выиграл серебряную медаль на домашнем турнире в Риге.